# Deon Cole

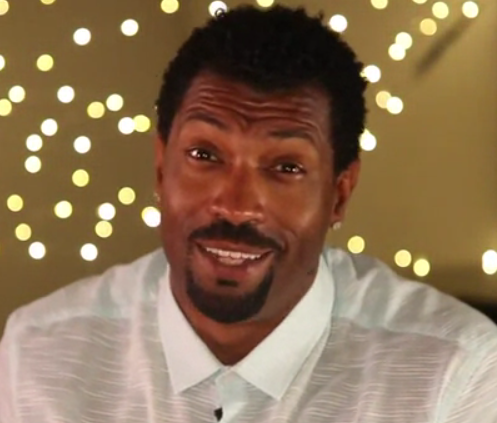
Deon Cole (2016)

Deon Cole (* 9. Januar 1972 in Chicago) ist ein US-amerikanischer Filmschauspieler, Comedian und Drehbuchautor.

## Leben
Deon Cole wurde 1972 in Chicago geboren, wo er auch aufwuchs. Nach einigem Erfolg als Stand-up-Comedian in seiner Heimatstadt erhielt er am Anfang seiner Karriere als Filmschauspieler eine kleine Nebenrolle als Kunde im Film Barbershop – Ein haarscharfes Viertel. Hiernach folgten Auftritte als Stand-up-Comedian in Fernsehshows wie The Tonight Show. Seine Rolle als Charlie Telphy in der Sitcom Black-ish, in der er von 2014 an mitwirkte, brachte ihm Nominierungen und Auszeichnungen für die NAACP Image Awards und SAG Awards ein. Anfang 2021 verließ Cole das Projekt jedoch.
Eine weitere Rolle erhielt Cole in dem Film The Female Brain von Whitney Cummings, in dem er an der Seite von Sofía Vergara spielte. Im Film I’m Fine (Thanks for Asking) von Kelley Kali und Angelique Molina spielte er Chad. Er ist auch einer der Produzenten dieses Films.

## Filmografie (Auswahl)
- 2005: A Get2Gether
- 2010–2012: Conan (Fernsehshow, 35 Folgen, auch als Drehbuchautor)
- 2014–2021: Black-ish (Fernsehserie, 139 Folgen)
- 2016: Barbershop: The Next Cut
- 2016–2018: Angie Tribeca – Sonst nichts! (Angie Tribeca, Fernsehserie, 31 Folgen)
- 2017: The Female Brain
- 2018–2022: Grown-ish (Fernsehserie, 37 Folgen)
- 2019: Holiday Rush
- 2020: 2 Minutes of Fame
- 2020: Kipo und die Welt der Wundermonster (Kipo and the Age of Wonderbeasts, Fernsehserie, 29 Folgen)
- 2020: Friendsgiving
- 2021: I’m Fine (Thanks for Asking) (auch als Produzent)
- 2021: The Harder They Fall
- 2023: Die Farbe Lila (The Color Purple)
- 2024: The Madness (Fernsehserie, 6 Folgen)

## Auszeichnungen (Auswahl)
NAACP Image Award
- 2017: Nominierung als Bester Nebendarsteller in einer Comedy-Serie (Black-ish)
- 2020: Auszeichnung als Bester Nebendarsteller in einer Comedy-Serie (Black-ish)
- 2021: Auszeichnung als Bester Nebendarsteller in einer Comedy-Serie (Black-ish)
- 2021: Nominierung für die Beste Character Voice-Over Performance (Kipo und die Welt der Wundermonster)[6]

Primetime Emmy Award
- 2010: Nominierung für das Beste Drehbuch einer Variety, Music or Comedy Series (The Tonight Show with Conan O’Brien)
- 2011: Nominierung für das Beste Drehbuch einer Variety, Music or Comedy Series (Conan)

Screen Actors Guild Award
- 2017: Nominierung als Teil des Besten Schauspielensembles in einer Comedyserie (Black-ish)
- 2018: Nominierung als Teil des Besten Schauspielensembles in einer Comedyserie (Black-ish)

Writers Guild of America Award
- 2012: Nominierung in der Kategorie Comedy/Variety-Series (Conan)
- 2013: Nominierung in der Kategorie Comedy/Variety-Series (Conan)
- 2014: Nominierung in der Kategorie Comedy/Variety-Series (Conan)[7]